# Novi Bečej
Novi Bečej (serbocroata cirílico: Нови Бечеј; húngaro: Törökbecse) es un municipio y villa de Serbia perteneciente al distrito de Banato Central de la provincia autónoma de Voivodina.
En 2011 su población era de 23 925 habitantes, de los cuales 13 133 vivían en la villa y el resto en las 3 pedanías del municipio. El principal grupo étnico son los serbios (16 132 habitantes), con minorías de magiares (4319 habitantes) y gitanos (1295 habitantes).
Se ubica a orillas del río Tisza, unos 30 km al noreste de Novi Sad. Al otro lado del río se ubica muy cercana la localidad de Bečej.

## Historia
Se conoce la existencia de la localidad desde la década de 1330, cuando era un pueblo del reino de Hungría. En el siglo XV pasó a formar parte del Despotado de Serbia y estuvo en manos de varios gobernantes serbios hasta que en 1551 fue capturada para el Imperio otomano por las tropas de Sokollu Mehmet Bajá. A partir de entonces sobrevivió como una pequeña aldea étnicamente serbia, hasta que tras la Paz de Karlowitz de 1699 pudo ser repoblado por el Imperio Habsburgo. En la primera mitad del siglo XVIII fue repoblado por serbios y en la segunda mitad llegaron los magiares. Se desarrolló como poblado ferroviario a partir de 1883, cuando se conectó a la red húngara de ferrocarriles.

## Pedanías
Además de la villa de Novi Bečej, el municipio incluye las siguientes pedanías:
- Bočar
- Kumane
- Novo Miloševo

## Patrimonio
- Iglesia de San Miguel Arcángel de Araca